# Piątkowa (powiat rzeszowski)
Piątkowa – wieś w Polsce, położona w województwie podkarpackim, w powiecie rzeszowskim, w gminie Błażowa.
Na przełomie XIX/XX wieku właścicielem dóbr Białka był Zdzisław Skrzyński (1846-1927).
| Rodzaj     | Nazwy |
| ---------- | --- |
| części wsi | Bucznik, Dół, Dział, Folwark, Góry, Kaprale, Łan, Łęg, Połać, Potok, Przygórze, Tokarnia, Wola, Wyskielówka, Za Górą, Zagroda |

W latach 1975–1998 miejscowość należała administracyjnie do województwa rzeszowskiego.